# Philippe Nahon
Philippe Nahon (24 de desembre de 1938, París - 19 d'abril de 2020, íbid.) fou un actor francès conegut per la seva participació en pel·lícules de terror i thriller, i per la seva actuació com el personatge del Carnisser en una trilogia informal de films realitzats pel director franco-argentí Gaspar Noé, composta pel curt Carn i els films Sol contra tots i Irreversible.
Morí als vuitanta-un anys el 18 d'abril de 2020 a causa d'una malaltia que patia complicada per la COVID-19.

## Filmografia
- 2007: Terror Project 6 (TV)
- 2005: Ma vie en l'air
- 2005: Virgil
- 2005: Vendredi ou un autre jour
- 2004: Ressac
- 2004: Calvaire
- 2004: Doo Wop
- 2004: La Quille
- 2004: Le Salopard
- 2003: Haute tension
- 2002: Irreversible
- 2002: Une affaire privée
- 2001: Le Pacte des loups
- 2000: Los ríos de color púrpura
- 2000: Sans famille (TV)
- 2000: La Crim' (sèrie de televisió)
- 1999: Les Convoyeurs attendant
- 1998: Le Poulpe
- 1998: Seul contre tous
- 1995: La Haine
- 1991: Carne
- 1962: Le Doulos